# جان باترورث
جان باترورث (انگلیسی: Jon Butterworth؛ زادهٔ ۱۹۶۷/۱۹۶۸ (۵۶–۵۷ سال)) دانشمند در زمینه فیزیک ذرات است.
وی همچنین برندهٔ جوایزی همچون پی‌اچ‌دی شده‌است.